# Regina Vanhecke
Regina Vanhecke (Halle, 23 maart 2003) is een Belgische pianiste.

## Biografie
Regina Vanhecke, geboren op 23 maart 2003 in Halle, groeide op in Dworp en Denderwindeke (Ninove). Op jonge leeftijd begon ze haar muzikale opleiding aan de Jeugdmuziekschool 'Jan Niklaasstichting' in Dworp, waar ze les kreeg van Mikhaïl Faerman. Ze volgde humaniora aan het Sint-Aloysiuscollege in Ninove en muzieklessen aan de Muziekacademie van Ninove, waar ze onderricht kreeg van de Belgische dirigent Marc Gérain. Tussen 2017 en 2020 nam ze deel aan de zomerklassen van de Talent Music Masters School in Brescia.   
Zij kreeg privélessen van de Spaanse pianiste Caridad Galindo en de Belgische pianist Philippe Raskin. Daarnaast nam ze deel aan masterclasses gegeven door pianisten zoals Jean Claude Vanden Eynden, Olga Kern en Arie Vardi.
Momenteel studeert ze aan het Koninklijk Conservatorium Brussel onder begeleiding van Aleksandar Madzar, waar ze eerder toegelaten werd als als "Jong Talent" . Daarnaast geeft ze muziekles aan de jeugdmuziekschool 't Mierennest in Beersel en aan de academie van Geraardsbergen.
Ze studeert als "Jong Talent" aan het Koninklijk Conservatorium Brussel met Aleksandar Madzar als leraar. Ze geeft muziekonderwijs aan de jeugdmuziekschool "t Mierennest" in Beersel en aan de academie van Geraardsbergen.

## Optredens en Samenwerkingen
Regina Vanhecke nam deel aan verschillende concerten van "Arte Amanti" als "jong talent". Daarnaast trad ze op tijdens het openingsconcert van de César Franck International Piano Competition en het Ars Musica Festival in Brussel. Ze heeft deelgenomen aan verschillende pianowedstrijden in België en in het buitenland.    

## Onderscheidingen en Erkenningen

### 2016
- "Cantabile": laureaat met de "Emmanuel Durlet Prijs" voor de beste interpretatie van het verplichte werk[4]

### 2018
- "Concours de piano Andrée Charlier": tweede prijs[5]
- "Grand Concours International de Paris": eerste prijs[6]

### 2019
- "Tadini International Piano Competition", Lovere: tweede prijs[7]
- Vlamo: eerste prijs[8]

### 2022
- Vlamo Virtuoso: eerste prijs in de hoogste categorie[2]
- Danubia Talents Liszt International Music Competition: derde prijs[2]
- Andrée Charlier competitie: eerste prijs[3][5]
- Andrée Charlier competitie: Ars Musica-prijs voor de beste interpretatie van het opgelegde werk[3][5]

### 2023
- Grand Concours International de Paris": eerste prijs in de hoogste categorie[9]